# جون ستورجس
جون ستورجس (بالإنجليزية: John Sturges)‏ (مواليد 3 يناير 1910 في إلينوي - 18 أغسطس 1992)، هو مخرج أفلام أمريكي. دخل من خلال فلمه الهروب الكبير إلى مهرجان موسكو السينمائي الدولي الثالث.

## أعماله
- العجوز والبحر (1958)
- السبعة الرائعون (1960)
- الهروب الكبير (1963)

## وصلات خارجية
- جون ستورجس على موقع IMDb (الإنجليزية)
- جون ستورجس على موقع الموسوعة البريطانية (الإنجليزية)
- جون ستورجس على موقع مونزينجر (الألمانية)
- جون ستورجس على موقع ألو سيني (الفرنسية)
- جون ستورجس على موقع ميوزك برينز (الإنجليزية)
- جون ستورجس على موقع تيرنر كلاسيك موفيز (الإنجليزية)
- جون ستورجس على موقع أول موفي (الإنجليزية)
- جون ستورجس على موقع قاعدة بيانات الأفلام السويدية (السويدية)
- جون ستورجس على موقع إن إن دي بي (الإنجليزية)
- جون ستورجس على موقع ديسكوغز (الإنجليزية)